# Mickowsee
Der Mickowsee ist ein zur Sternberger Seenlandschaft gehörender See im Gemeindegebiet von Kuhlen-Wendorf im Landkreis Ludwigslust-Parchim, Mecklenburg-Vorpommern. Er hat eine ungefähre Länge von rund 2,1 Kilometern, eine Breite von 900 Metern und eine durchschnittliche Tiefe von 0,7 Metern. Er wird von der Warnow in Süd-Nord-Richtung durchflossen. Die Ufer sind komplett von einem Schilfrohrgürtel umgeben. Der Mickowsee wird als Fischereigewässer genutzt und ist zum Baden wegen der geringen Tiefe und des schlammigen Seegrundes wenig geeignet. Vor dem Zweiten Weltkrieg wurde der See als Bombenabwurfsübungsgebiet der Wehrmacht genutzt. Im Südteil befindet sich eine vorlagerte Bucht. Der See liegt auf der Wasserwanderroute der Warnow.
Am Nordufer liegt das Herrenhaus Nutteln, ein historistisches Bauwerk aus dem 19. Jahrhundert.
Der Mickowsee und seine Uferbereiche sind Bestandteil des Naturschutzgebiets Warnowseen.